# راندال شميت
راندال شميت (بالإنجليزية: Randall Schmidt)‏ هو ضابط أمريكي، ولد في القرن العشرين.